# 1629
1629 (MDCXXIX) var ett normalår som började en måndag i den gregorianska kalendern och ett normalår som började en torsdag i den julianska kalendern.

## Händelser

### Februari
- 2 februari – Svenskarna besegrar polackerna i slaget vid Gurzno.
- 22–25 februari – Gustav II Adolf och Kristian IV sammanträffar på Ulfsbäcks kungsgård.

### Juni
- 4 juni – Nederländska ostindiska kompaniets skepp Batavia förliser id revet utanför Beaconön vid Västaustralien under jungfruresan till Ostindien. Efter ett myteri bland de överlevande, blir två mördare i exil de första europeiska bosättarna i Australien. Deras följande öde är okänt.[1]
- 17 juni – Svenskarna besegras av polackerna i slaget vid Stuhm.
- Juni – Riksdagen bekräftar officiellt det svenska beslutet att ingripa i trettioåriga kriget.

### September
- 16 september – Stillestånd sluts i Altmark mellan Sverige och Polen på sex år. Sverige får inneha Livland och en rad preussiska hamnar under dessa sex år.

### Oktober
- Oktober – Det svenska rådet bifaller förslaget om att gå med i trettioåriga kriget.

### Okänt datum
- En upprustning av Hjälmare kanal påbörjas.
- Enorma vapenarsenaler tillverkas på Louis De Geers vapenfaktorier i Norrköping.
- Riksskattmästaren Johan Skytte blir generalguvernör i Estland och försöker centralisera förvaltning, kyrka, rättskipning och skola, för att inkorporera provinsen i Sverige.
- Sverige drabbas återigen av pesten.

## Födda
- 14 april – Christiaan Huygens, nederländsk matematiker, fysiker och astronom.
- 27 maj – Pierre Legros d.ä., fransk skulptör under barocken.
- 29 juni – Johan Ekeblad, brevskrivare och hovman hos drottning Kristina.
- 16 augusti – Agneta Horn, svensk memoarförfattare.
- 17 augusti – Johan III Sobieski, kung av Polen 1674–1696.
- 11 oktober – Adolf Johan av Pfalz-Zweibrücken, svensk hertig och tysk pfalzgreve, bror till Karl X Gustav samt riksmarsk 13 februari–1 maj 1660.

## Avlidna
- 19 januari – Abbas den store, persisk shah.
- 30 januari – Carlo Maderno, italiensk arkitekt.
- 10 februari – Willem de Besche, vallonsk-svensk byggherre och bruksägare
- 6 juli – Georg Friedrich von Greiffenklau, tysk ärkebiskop och kurfurste av Mainz.
- 21 augusti – Camillo Procaccini, italiensk målare och gravör.
- 18 augusti – Vendela Skytte, svensk poet.
- 29 augusti – Pietro Bernini, italiensk skulptör och arkitekt.

### Fotnoter
1. ↑  Blainey, Geoffrey (1966). The Tyranny of Distance. Melbourne: Sun Books. sid. 5. ISBN 0-7251-0019-2